# اوا (آلاباما)
اوا (به انگلیسی: Eva) شهری در شهرستان مورگان ایالت آلاباما است که مساحت آن ۱۰٫۶۲ کیلومتر مربع است و در سرشماری سال ۲۰۱۰ میلادی، ۵۱۹ نفر جمعیت داشته و تراکم جمعیتی آن، ۴۸٫۸۷ نفر در هر کیلومتر مربع بوده است.